# 요시카와미나미역
요시카와미나미역(일본어: 吉川美南駅, よしかわみなみえき)은 일본 사이타마현 요시카와시에 있는 철도역이다.

## 개요
2012년 3월 17일에 개업한 역이다. 옆의 신미사토 역과 마찬가지로 옛 무사시노 조차장 철거지에 위치하였다.
요시카와 ~ 신미사토 역간 거리가 길어 청원역 중 하나이다. 설치 비용 분담은 계획할 때 개산에서는 철도 건설 및 운수 시설 정비 지원 기구가 34억엔, JR동일본이 정류장이나 분기기 등 다시 계획한 시설비를 포함하여 29억엔, 요시카와 시가 15억엔이다. 또한, 시행 협정 개산액으로는 총액 71억 6,800만엔, 비용 부담의 내역은 JR동 일본이 28억 800만엔, 요시카와 시가 43억 6000만엔이다.
요시카와 역과 신미사토 역의 중간지점, 요시카와 역에서 약 1.6km 지점의 나카소네 과선교 부근에 설치되어 있다.
무사시노 선에서는, 고시가야 레이크타운 역 개업 이후 4년만에 새 역이 개업했다. 또, 2013년 12월 현재 JR동일본에서 가장 새로운 보통역이기도 하다.

## 역 구조
지정석 매표기, 자동 매표기, 자동 개찰기가 모두 설치된 역. 단선 승강장과 섬식 승강장이 결합된 2면 3선의 지상역이다.
개업 후의 본역에서 전차 반환점에 관해서는 수송 이상 시와 나카야마 경마가 개최될 때 운전되는 임시열차일 뿐 정상 영업에서 당역 시,종착 전철은 설정되어 있지 않다.
2012년 3월 개정의 시간표, 두 방향 모두 하루 2편씩 정기 열차가 2번 선에서 발차한다. 이외의 열차는 모두 상행이 3번 선, 하행이 1번 선에서 출발한다.
| 1 | ■ 무사시노 선 | 하행 | 신마쓰도・니시후나바시・■ 게이요 선에 직결 운행 도쿄(쾌속)・가이힌마쿠하리 방면 |
| 2 | ■ 무사시노 선 | 하행 | 신마쓰도・니시후나바시・■ 게이요 선에 직결운행 도쿄(쾌속)・가이힌마쿠하리 방면  |
| 2 | ■ 무사시노 선 | 상행 | 무사시우라와・니시코쿠분지・후추혼마치 방면                                     |
| 3 | ■ 무사시노 선 | 상행 | 무사시우라와・니시코쿠분지・후추혼마치 방면                                     |

## 역세권 정보
- 미나미 중앙공원

## 역사
- 2012년
  - 3월 17일: 영업 개시.
  - 8월 2일: 오전 3시 20분경 미나미코시가야 역 구내에서 포인트 고장이 발생해서 당역 ~ 니시후나바시 간 재운전을 이날 오후 3시경까지 진행.

## 인접역
| 동일본 여객철도 ■ 무사시노 선 | 동일본 여객철도 ■ 무사시노 선 | 동일본 여객철도 ■ 무사시노 선                    |
| ----------------------------- | ----------------------------- | ------------------------------------------------ |
| 요시카와 후추혼마치 방면      | 쾌속・보통                    | 신미사토 니시후나바시, 도쿄, 가이힌마쿠하리 방면 |